# Lettstädter Höhe
Die Lettstädter Höhe ist ein 966,7 m ü. NHN hoher Berg im mittleren Schwarzwald südwestlich vom Kniebis.
Die Lettstädter Höhe liegt in einem Wandergebiet am Westweg von Pforzheim nach Basel auf der siebten Etappe zwischen der Alexanderschanze und dem Bergbauernhof Hark.